# Psaliodes lisera
Psaliodes lisera là một loài bướm đêm trong họ Geometridae.